# Anton Wilhelm Amo
Pour les articles homonymes, voir Amo.
Anton Wilhelm Amo, né vers 1703 à Awukena, dans la région d'Axim au Ghana, et probablement mort dans ce pays, au fort São Sebastião de Shama, vers 1753, est un ancien esclave ghanéen devenu philosophe de langue allemande, et professeur aux universités de Halle, de Wittemberg et d'Iéna, en Allemagne. Il est sans doute la première personne originaire d'Afrique subsaharienne à avoir étudié dans une université européenne, et le premier Africain à avoir obtenu un doctorat dans une université européenne.

## Biographie
Issu du groupe ethnique Nzema et du peuple Akan, il est réduit en esclavage par la Compagnie néerlandaise des Indes occidentales en 1707, dans une région colonisée à l'époque par l'État de Brandebourg-Prusse, appelée Groß Friedrichsburg (Côte-de-l'Or prussienne), et est offert jeune enfant en cadeau au duc de Brunswick-Lunebourg et prince de Wolfenbüttel Antoine-Ulrich de Brunswick-Wolfenbüttel. Ce geste, typique à cette époque, semble avoir été motivé par les bonnes relations que le duc entretenait avec la compagnie. Amo est baptisé le 29 juillet 1707 ; il est ainsi mentionné pour la première fois dans les registres de la Chapelle de Brunswick-Wolfenbüttel, sous le nom d’Anton Wilhelm, pour ses deux parrains, le duc Anton Ulrich et son fils aîné August Wilhelm.
La jeunesse d'Amo est méconnue. Il semble cependant qu’il ait reçu une éducation solide. Les registres financiers du château de Brunswick-Wolfenbüttel font état de deux dons au nom d’Amo aux années 1716/1717 et 1719/1721, peut-être pour financer son éducation. Les raisons pour lesquelles Amo a été éduqué plutôt qu’utilisé en serviteur ne sont pas claires. Certains auteurs dont Reginald Bess suggèrent que l’exemple d’Abraham Hannibal a pu motiver cette décision. En effet, Abraham Hannibal, esclave noir libéré par le tsar Pierre Ier, a servi l'impératrice Élisabeth Ire (belle-sœur de Charlotte-Christine, petite-fille d'Antoine-Ulrich de Brunswick-Wolfenbüttel). Il est par ailleurs probable qu'Abraham Hannibal et Anton Amo se soient rencontrés à Wolfenbüttel.
En 1727, Amo est immatriculé au Collège de philosophie et de sciences humaines à l’université de Halle. Amo est licencié en droit en 1729, après un mémoire sur les droits des Noirs en Europe, intitulé De Jure Maurorum in Europa (Du droit des Maures en Europe). Le 2 septembre 1730, il rejoint l’Université de Wittemberg, où il poursuit ses études en médecine. Le 17 avril 1734, il soutient sa thèse intitulée De Humanae mentis apatheia (De l’Apathie de l’âme humaine). Il devient alors le premier africain noir à être docteur en lettres et philosophie dans une université européenne.
Il retourne à l'université de Halle, où il est nommé professeur en 1736. Il y publie en 1738 son deuxième ouvrage, le Traité sur l'art de philosopher de manière simple et précise, dans lequel il développe une épistémologie empirique assez proche de celles de John Locke et de David Hume. En 1740, il reçoit une chaire de philosophie à l'Université d'Iéna où il enseigne la philosophie jusqu’en 1747. En 1751, il part pour l’Afrique pour des raisons inconnues. Il semble cependant que le contexte politique et social lui était de plus en plus défavorable. Il vit jusqu’à sa mort, vers 1754, en Côte d’Or (actuel Ghana), au fort néerlandais Saint Sébastien, et y travaille en tant qu’orfèvre.

## Liens avec la philosophie allemande des Lumières
Anton Wilhelm Amo est un des principaux penseurs des « Aufklärung » (les Lumières) en Allemagne. Il était notamment lié à Christian Thomasius, dont il avait le soutien. De même, Johann Peter von Ludewig est considéré comme le protecteur d'Amo. Il reprend les thèses de Christian Wolff et de Gottfried Wilhelm Leibniz, qu’il traite notamment dans Tractatus de arte sobrie et accurate philosophandi (Traité sur l'art de philosopher de manière simple et précise), et qu’il étudie et critique dans les conférences qu’il donne.
En médecine, Anton Wilhelm Amo se place entre deux écoles. Sa thèse De humanae mentis apatheia (De l’Apathie de l’âme humaine), ne nie pas l’existence de l’âme comme les mécanistes, mais accorde une nette dominance des effets chimiques et physiques sur le corps. Cette thèse introduit également la distinction, défendue par Emmanuel Kant en 1781 dans Kritik der reinen Vernunft (Critique de la Raison Pure), entre les impressions sensorielles et la raison, fournissant deux sources d’information complémentaires, et expliquant les jugements a priori.
Dans la controverse générale qui agite l’université, notamment celle de Halle, entre le « rationalisme » des Lumières et le « piétisme » des partisans de la morale religieuse (que représente Joachim Lange par exemple), Amo se situe du côté des Lumières. L’université de Halle a, à cette époque, la réputation d’être un centre des Lumières, notamment grâce à Christian Wolff.
À l’époque où il soutient sa thèse De mentis Apatheia (De l’Apathie de l’âme humaine) en 1734, Amo a le soutien et la reconnaissance de ses pairs. Ainsi, à l'issue de la thèse, Johann Gottfried Kraus, recteur de l’université de Wittemberg, prononce un éloge pour Amo et le compare aux grandes figures africaines de l’Antiquité (Térence de Carthage, Apulée de Madaure).

## Contexte politique et racisme
La figure d’Amo a une valeur hautement symbolique. Amo lui-même a défendu les droits des Noirs dans sa première dissertation inaugurale De Jure Maurorum in Europa (Du droit des Maures en Europe) de 1729, où il discute la question de l’esclavage et des libertés des Noirs vivant en Europe.
Si Amo n’a plus travaillé par la suite sur les droits des Maures, il a continué à défendre ses origines africaines. Il signe toutes ses publications avec l’ajout Afer (« qui vient d’Afrique » en latin). On retrouve plusieurs versions de son nom, utilisées par lui-même ou par d’autres, qui font référence à ses origines : Amo-Guinea Afer, Antonius Guilielmus Amo Afer (Anton Wilhelm Amo d’Afrique), ou encore Amo-Guinea Africanus.
Le contexte raciste a influencé la vie d’Amo. La famille des Brunswick-Wolfenbüttel cherche à le marier dans les années 1730. Aucune tentative n’aboutit, notamment en raison de ses origines ethniques. Le duc, engagé dans la guerre austro-prussienne, trouve de moins en moins d’intérêts dans les travaux universitaires de son protégé. Dans les années 1740, la famille Brunswick-Wolfenbüttel s’éloigne de la philosophie des Lumières, et finalement, d’Anton Amo. On peut supposer que la montée de racisme, la période politique troublée par les guerres, la montée des nationalismes, et la perte de la protection du duc de Wolfenbüttel sont autant de facteurs qui l’ont poussé à retourner au Ghana.

## Les lectures postérieures du personnage
Du fait de ses origines, la philosophie d’Amo a été largement occultée. Néanmoins, celui-ci est mentionné par différents auteurs, toujours dans le but de prouver la valeur potentielle des Noirs, dans une époque où les préjugés racistes sont nombreux. En 1787, dans Von den Negern (Des Nègres), Johann Friedrich Blumenbach, biologiste de renom, cite le nom d’Amo parmi d’autres Africains pour prouver l’égalité intellectuelle entre Africains et Européens. En 1808, l’abbé Grégoire, au chapitre 8 de De la littérature des Nègres, présente des « Notices de Nègres et de Mulâtres distingués par leurs talents et leurs ouvrages ». Dans ce chapitre, il accorde quatre pages à la vie et à l’œuvre d’Amo, et déclare que « l’Université de Wittemberg n’avait pas, sur la différence de couleurs, les préjugés absurdes de tant d’hommes qui se prétendent éclairés ».
Au XXe siècle comme précédemment, Anton Amo a surtout passionné par son parcours atypique. En 1916 et en 1918, un historien et bibliothécaire allemand du nom de Wolfram Suchier consacre deux biographies à la vie d’Amo, soulignant son caractère exceptionnel,. C’est cette même exceptionnalité de voir des Africains qui expliquerait, selon Suchier, la reconnaissance de ses pairs pour la philosophie d’Amo. En 1946, dans un contexte international encore largement inégalitaire, Beatrice Fleming et Marion Pryde publient Distinguished Negroes Abroad (Noirs éminents à l’étranger), où la vie d’Amo est décrite. En 1957, dans son autobiographie, Kwame Nkruhma, président du Ghana, rappelle qu’il a éprouvé un grand intérêt pour cette personnalité africaine.
La figure d’Amo a été également instrumentalisée par le régime communiste de la République démocratique allemande. L’université de Halle, située en Allemagne de l’Est, s’est enorgueillie d’avoir accueilli un des premiers étudiants noirs en Europe. Elle cherchait ainsi à prouver l’existence d'une alliance historique entre les pays socialistes et les pays africains. Dans ce contexte, l’université a dressé une statue d’Anton Wilhelm Amo. Burchard Brentjes, en 1976, dans Anton Wilhelm Amo – Der schwarze Philosoph in Halle (Anton Wilhelm Amo – Le Philosophe noir à Halle), présente Amo comme un contre-exemple de l’histoire de la colonisation.
Si la figure d’Amo a été largement utilisée pour défendre les droits des Noirs ou revendiquer leur égalité intellectuelle, son œuvre a rarement été prise en compte comme pilier des « Aufklärung » (les Lumières). Anton Amo est ainsi largement emblématique, mais sa philosophie est peu connue et peu discutée. C’est dans une perspective symbolique que, depuis 1994, l’université Martin-Luther de Halle-Wittemberg remet un prix « Anton Wilhelm Amo » destiné aux étudiants étrangers. Il est à noter que depuis 2021, un certain nombre d'écrits se sont attachés à étudier le contenu de son œuvre, à commencer par l'ouvrage de Daniel Dauvois mais également celui de Driss Gharmoul, lequel cherche à faire converser la pensée amiste avec celle d'Édouard Glissant de manière à favoriser la construction d'un dialogue dépassionné entre l'Europe et l'Afrique, notamment à l'égard de l'héritage des Lumières.

## Réception d'Anton Wilhelm Amos (Expositions)
La vie et la personnalité d'Anton Wilhelm Amos ont fait l'objet de plusieurs expositions muséales en Allemagne.
Le Kunstverein Braunschweig a rendu hommage à Amo du 28 mars au 13 septembre 2020 avec une exposition,, qui voulait créer un lieu dédié à l'examen critique du savoir hégémonique.
De 2023 à 2024, l'université de Halle organise une exposition sur Anton Wilhelm Amo: "Fokus Amo. Images pour un savant". Différents artistes ont été appelés à cette occasion à résumer artistiquement la personnalité d'Amo.u.
En 2024, l'exposition "Anton Wilhelm Amo - Zwischen den Welten" (Anton Wilhelm Amo - entre les mondes) au Musée des collections municipales de l'arsenal à Wittenberg, confrontera la biographie d'Amos à des témoignages de l'histoire de la ville ainsi qu'à des pièces d'exposition de la culture et de l'histoire de l'Afrique de l'Ouest.
Le commissaire de cette exposition était l'ethnologue Nils Seethaler.

## Écrits
- Dissertatio inauguralis de jure Maurorum in Europa, 1729 [texte perdu].
- Dissertatio de humanae mentis apatheia, Wittenberg, 1734.
- Disputatio philosophica continens ideam distinctam eorum quae competunt vel menti vel corpori nostro vivo et organico[22], Wittenberg, 1734.
- Tractatus de arte sobrie et accurate philosophandi, Halle, 1738 — version en français sous le titre Traité de l'art de philosopher avec précision et sans fioritures, textes originaux traduits, annotés et commentés par Simon Mougnol, Paris, L'Harmattan, 2013.

Des poèmes d'Amo sont parus dans l’annexe de la thèse médicale d'Abraham Wolff (1710-1795) publié à Halle en 1737.